# 叶甫根尼·波德杜布内
叶甫根尼·波德杜布内（俄语：Евгений Евгеньевич Поддубный，1983年8月22日—），俄罗斯战地记者、宣传工作者，俄罗斯24和俄罗斯-1电视频道特约记者。2024年8月庫爾斯克州襲擊期间，车辆受到乌克兰无人机攻击受伤入院。